# Intet öga skådat Gud vår faders drag
Intet öga skådat Gud vår faders drag är en sång med text från 1956 av Karin Hartman och musik från 1937 av Sidney E Cox.

## Publicerad i
- Frälsningsarméns sångbok 1968 som nr 391 under rubriken "Erfarenhet och vittnesbörd".
- Frälsningsarméns sångbok 1990 som nr 554 under rubriken "Erfarenhet och vittnesbörd".